# Mission de foi
Une mission de foi (en anglais : faith mission) désigne une organisation missionnaire chrétienne qui ne rémunère pas ses missionnaires mais les incite à trouver leur propre financement auprès de donateurs individuels, amis, fidèles ou églises. Cette pratique est utilisée surtout par des organisations chrétiennes évangéliques non confessionnelles. Elle a apporté un dynamisme important à leurs efforts d'évangélisation.

## Historique
Les premiers à établir des missions de foi ont été des missionnaires issus des Assemblées de Frères (Plymouth Brethren). Hudson Taylor, missionnaire en Chine et fondateur de la China Inland Mission, qui préconisait de « déplacer les hommes, par Dieu, par la prière seule » et de ne pas faire d'appel de fonds du tout. Pour lui, « tous les missionnaires devront dépendre de Dieu pour pouvoir à leurs besoins avec une compréhension claire que la Mission ne peut leur garantir aucun salaire et qu’elle ne peut pas aussi contracter des dettes ». Certains fonds peuvent être envoyés de temps en temps aux membres de la Mission selon ce qui est reçu. Ces fonds proviennent entièrement de dons volontaires offerts par le peuple de Dieu. Les besoins sont exprimés à Dieu en prière. Aucune sollicitation ou collecte de fonds n'est autorisée. Les individus ne doivent pas dépenser au-dessus de leurs moyens contractant ainsi des dettes, ce qui serait contradictoire avec le principe de mettre son entière  confiance en  Dieu ». Anthony Norris Groves, surnommé le « père des missions de foi ». Louisa Daniell, qui établit et dirigea le premier Mission Hall du Royaume-Uni, à Aldershot. George Müller, qui dirigeait des orphelinats dans la région de Bristol en Angleterre. Parmi les autres premiers leaders missionnaires à appeler à des missions de foi figurent également : Arthur Tappan Pierson et l'évêque missionnaire de l'Église épiscopalienne méthodiste, William Taylor (en). L’Église presbytérienne américaine, par la voix du Comité missionnaire presbytérien (Presbyterian Mission Board), qui, en 1895, encourage le "volontariat" au sein du service missionnaire des jeunes hommes et femmes capables de subvenir en tout ou en partie à leurs besoins. Il encourage également "ceux qui ne sont pas en mesure d'entrer eux-mêmes dans le service missionnaire" à soutenir financièrement un missionnaire.
Jim Elliot, missionnaire martyr auprès du peuple Huaorani en Équateur. Les missionnaires de The Faith Mission et de la secte des Two by Twos qui en est issue. Robert Pierce, fondateur de World Vision.

## Influence
Les missions de foi ont été particulièrement innovantes. On leur doit l'exploration de nouveaux médias d'évangélisation comme les réunions publiques dans des théâtres, la radio, les cours par correspondance, l'utilisation de cassettes audio puis vidéo.
À la fin du XXe siècle, elles comptent parmi les plus importantes organisations missionnaires mondiales.

## Organisations appliquant le principe de la mission de foi

### Organisations missionnaires
- Assemblée des Frères (groupe Jim Roberts) (en)
- Echoes of Service (en)
- Mission Africa (en)
- OMF International (anciennement China Inland Mission)
- WEC International (Worldwide Evangelization Crusade International) (en)

### Autres organisations
- Les permanents du Réarmement moral n'étaient pas rémunérés et devaient trouver des ressources par eux-mêmes, soit en travaillant à temps partiel soit en obtenant des dons réguliers de plusieurs personnes engagées dans le mouvement[8].

## Critiques
Selon le professeur américain David P. King, les organisations adhérant à ce concept étaient plus susceptibles d’engager des missionnaires sans formation théologique. 
Au XXIe siècle, de nouveaux diplômés d’universités ou de séminaires évangéliques américains ont remis en question le concept de mission par la foi, en raison des exigences d’organisations missionnaires qui refusent d’embaucher ceux qui ont un niveau d’endettement étudiant élevé .

## Sources
- Traduction de la page Wikipedia en anglais Faith mission (version du 2 septembre 2023)
- (en) Ruth Tucker, From Jerusalem to Irian Jaya: A Biographical History of Christian Missions, Zondervan, 1983, 511 p. (ISBN 9780310459316)